# Rosyjski przemysł kosmiczny
Rosyjski przemysł kosmiczny – przemysł kosmonautyczny Federacji Rosyjskiej zajmuje się projektowaniem, wytwarzaniem i obsługą rakiet kosmicznych i ich elementów, wynoszonych poza ponad granicę Ziemi pojazdów (w tym sztucznych satelitów) oraz dostarczaniem innych powiązanych urządzeń i usług. Podstawa rosyjskiego programu kosmicznego, swoje korzenie ma w programie kosmicznym Związku Radzieckiego.
Od czasu upadku Związku Radzieckiego przemysł kosmiczny w Rosji mimo prób zmian i komercjalizacji przechodzi postępujący kryzys, wzmocniony rosnącą konkurencją ze strony zachodnich przedsiębiorstw oraz problemów z utrzymaniem jakości. Mimo ograniczonego budżetu udało się jednak utrzymać zdolność załogowych lotów kosmicznych i utrzymania stacji kosmicznej oraz budować system nawigacji satelitarnej GLONASS. W 2010 roku cały przemysł kosmiczny w Rosji zatrudniał 232–250 tys. ludzi, jednakże zmagając się z niskimi płacami, starzejącymi się pracownikami i drenażem mózgów.
W drugiej dekadzie XXI wieku nastąpiła centralizacja rosyjskiego przemysłu kosmonautycznego: najpierw w 2013 roku powstały Zjednoczona Korporacja Rakietowa i Kosmiczna ORKK zrzeszające największe przedsiębiorstwa. Kolejny etap nastąpił 28 grudnia 2015 r. z wejściem w życie dekretu Prezydenta Federacji Rosyjskiej: Roskosmos przestał być Rządową Agencją Kosmiczną, a stał się państwową korporacją przemysłu kosmicznego, odpowiedzialną za jego całość w Rosji. Obok serii katastrof, problemy stworzył konflikt z Ukrainą z kryzysem krymskim z 2014 roku i w efekcie oddzielenie od ukraińskiego przemysłu kosmicznego (np. produkcji KB Jużnoje).
Największym przedsiębiorstwem pozostaje RKK Energia (ok. 40% udział skarbu państwa), wywodząca się z biura konstrukcyjnego Siergieja Korolewa. Inne przedsiębiorstwa są często państwowe.

## Najważniejsze przedsiębiorstwa

### Producenci rakiet nośnych
- Państwowe Rakietowo Kosmiczne Centrum CSKB-Progress – producent rakiet z rodziny R-7, w tym Sojuz i jej pochodnych (Sojuz-U, Sojuz-U2, Sojuz-FG, warianty Sojuz 2), anulowany projekt Rus-M
- Państwowe Produkcyjno-Badawcze Centrum Kosmiczne im. M. Chruniczewa – producent rakiet z konkurencyjnych względem R-7 rodzin UR (Uniwersalna Rakieta; w tym UR-500: Proton) oraz nowej rodziny Angara
- Zjednoczenie Naukowo-Produkcyjne Mechaniki Stosowanej Poljot – producent rakiet Kosmos-3M, rodzina Angara[8]

### Producenci silników rakietowych
- OAO NPO Energomasz – producent silników rakietowych na paliwo ciekłe (np. RD-170, RD-180)
- Zjednoczenie Naukowo-Produkcyjne Mechaniki Stosowanej Poljot
- Конструкторское бюро химавтоматики
- Конструкторское бюро химического машиностроения имени A.M. Исаева
- Biuro Konstrukcyjne Kuzniecowa
- OKB Fakel – producent silników elektrycznych[9]

### Loty załogowe
- RKK Energia – producent elementów Międzynarodowej Stacji Kosmicznej, kapsuł załogowych Sojuz

### Misje międzyplanetarne
- Stowarzyszenie Naukowo-Produkcyjne Siemiona A. Ławoczkina

### Satelity
- OAO Informacyonnyje sputnikowyje sistiemy imieni akadiemika M.F. Rieszetniowa
- Stowarzyszenie Naukowo-Produkcyjne Siemiona A. Ławoczkina
- Gazprom Space Systems (ОАО «Газпром космические системы»)

### Operatorzy
- Eurockot Launch Services
- International Launch Services
- COSMOS International
- ISC Kosmotras
- Starsem
- Sea Launch
- Land Launch

### Inne
- Naukowe Przedsiębiorstwo Produkcyjne „Zwiezda” – producent systemów podtrzymywania życia dla statków kosmicznych, skafandrów kosmicznych, foteli wyrzucanych i kamizelek ratunkowych oraz gaśnic